# Кречунешть (Димбовіца)
Кречунешть, Кречунешті (рум. Crăciunești) — село у повіті Димбовіца в Румунії. Входить до складу комуни Кобія.
Село розташоване на відстані 72 км на північний захід від Бухареста, 15 км на південний захід від Тирговіште, 132 км на північний схід від Крайови, 96 км на південь від Брашова.

## Населення
За даними перепису населення 2002 року у селі проживали 328 осіб, усі — румуни. Усі жителі села рідною мовою назвали румунську.